# Ottersjö säteri
Ottersjö är en herrgård, som tidigare var ett säteri, belägen nära Dagsås kyrka i Dagsås socken, Varbergs kommun.
Mangårdsbyggnaden är en annorlunda enplans hallandslänga med en längd av 44 meter. Byggnaden är uppförd av Anders Gerhard Muhl under tidigt 1800-tal, den blev ombyggd 1917 och 1966. En flygelbyggnad brann ner 1948. Till gården hör ytterligare två mindre mangårdsbyggnader, samt fem ekonomibyggnader.
Gården omges av trädgårdar och parker i närheten av två sjöar. Markernas gränser går över Himble och Faurås härader. Under 1800-talet fanns här en vacker och välvårdad lövskog bestående av ek, bok och björk.

## Historia
Under vissa tider har stora delar av mellersta Halland ända upp till Åskloster legat under Ottersjö. Gården Ottersjö är belagd från 1592 då den var skattegods under danska kronan, då skrivet Ottersöen och Ottersiöe. Från 1600 står den upptagen som herrgård. Den först omnämnda innehavaren av godset är Elisabet Mormand, gift med major Erik Årrhane, som ärvt gården efter hennes fader 1685. År 1700 ärvs gården av döttrarna Clara Maria Årrhane, gift med Henrik Mons, och Maria Eleonora Årrhane, gift med Nils Stiernelodh. År 1725 blir Ottersjö ett eget säteri och inte längre underställt Österö.
Omkring 1748 står häradshövding Axel Palmfelt som ägare av gården. Kammarherre Anders Johansson Ehrenpohl står som ägare från omkring 1760.  Redan 1764 ärvs godset av dottern Ulrika Beata Ehrenpohl, gift med kapten Vilhelm Olof Muhl, och hennes barn. Under kammarherrinnan Ehrenpohl ledning utvecklas egendomen till ett mönsterjordbruk. År 1802 ärver sonen Anders Gerhard Muhl godset. Från 1860 går godset vidare till C F Colliander, 1877 till H Persson, 1890 till Överstelöjtnant Carl Henrik Mannerstråle. 
Godset förvärvas 1916 av Ottersjö familjeförening (u.p.a.), bildad 1916 av prosten S J E Holmdahls bröstarvingar. Från början hade föreningen 13 medlemmar, numera har medlemsantalet ökat kraftigt och ligger närmare 1 000 medlemmar. Föreningen förvärvade gården för att pastorssonen Martin Holmdahl, som hade en funktionsnedsättning, inte skulle behöva bo på hem. Gården är alltjämt i famileföreningens ägor och nyttjas genom det fortsatt av pastor Holmdahls ättlingar.

### Skriftliga källor
- Sjöblad, Sture. En kort historik om ägarlängder, ägarfamiljer och byggnader på säterierna Ottersjö och Öströö i Halland. Varberg: Caprivi. Libris 14225213. ISBN 9789163710674
- Ohlén, Carl-Eric, red (1946). Svenska gods och gårdar : D. 50,Halland: norra delen. "I". Sydow, Waldemar von. Uddevalla: Tullberg. Libris 846444
- Ottersjö i Historiskt-geografiskt och statistiskt lexikon öfver Sverige i 7 band’’, Stockholm 1859-1870. Femte Bandet. M-R